# Filip Dimitrov
Filip Dimitrov Dimitrov (en búlgaro: Филип Димитров Димитров) (Sofía, 31 de marzo de 1955) es un político búlgaro. Fue primer ministro de Bulgaria de 1991 a 1992. 

## Biografía
Nació en Sofía el 31 de marzo de 1955. Se graduó de la Escuela de Inglés de Sofía en 1973 y de la Universidad de Sofía en 1977.

### Actividad profesional
Se dedicó a la terapia de grupo e individual, utilizando la aproximación psicodinámica. Fue fiscal en Sofía de 1979 a 1990 y fue secretario de la Unión de Fiscales Búlgaros desde 1989. 

### Carrera política
Fue miembro de la Unión de Fuerzas Democráticas. Fue elegido vicepresidente del Partido Verde. En 1990 ingresó al Consejo de Coordinación Nacional, del que fue presidente hasta diciembre de 1994. Fue miembro del consejo ejecutivo de la UFD desde febrero de 1997.

### Primer ministro de Bulgaria
Fue nombrado Primer Ministro el 8 de noviembre de 1991 tras la victoria de la UFD en las elecciones de ese año, siendo el primer Primer Ministro no perteneciente al PCB o a sus aliados en 47 años: igualmente, fue el primer gobierno sin participación comunista. Durante su mandato, que duró hasta el 29 de diciembre de 1992, se llevaron a cabo una serie de reformas económicas y democráticas. La protección de los derechos humanos se volvió una norma irrevocable y se puso fin a las tensiones étnicas. 
La política exterior se enfocó en la integración a Occidente. Bulgaria fue el primer país en reconocer a Macedonia como Estado soberano.
Su gobierno abolió las restricciones a la iniciativa privada y estableció un sistema económico de libre mercado. Llevó a cabo una privatización a gran escala, e insistió en la restitución de las propiedades nacionalizadas, aunque él mismo no lo hizo, permitiendo a los ciudadanos reclamar propiedades confiscadas por el Estado.
Dimitrov fue responsable del colapso de la agricultura búlgara tras 1991 al haber desmantelado las cooperativas agrícolas y restaurado sus tierras a los antiguos propietarios en vez de efectuar una transición gradual a la agricultura privada. La mayoría de los antiguos dueños eran gente vieja incapaz de cultivar la tierra por su escasa fuerza física y por no tener maquinaria, que habían recibido parcelas pequeñas de tierra. La infraestructura de las cooperativas fue abandonada y pronto fue robada y destruida. Ello tuvo un efecto devastador en la agricultura búlgara: la producción agrícola colapsó, muchos agricultores quedaron desempleados y la población de los pueblos cayó.
Su gobierno restituyó la ciudadanía y las propiedades de los emigrantes judíos.

### Carrera parlamentaria
Fue miembro de las legislaturas 36, 37 y 40 de la Asamblea Nacional, siendo elegido por la UFD en Sofía las 3 veces. En 2005 fue elegido portavoz adjunto de la Asamblea Nacional. De enero a junio de 2007 fue miembro del Parlamento Europeo y jefe adjunto del Comité de Asuntos Constitucionales.
Entre 1998 y 2002 fue embajador de Bulgaria en Estados Unidos.
Desde 2015 fue miembro de la Corte Constitucional de Bulgaria.